# Murbräcka

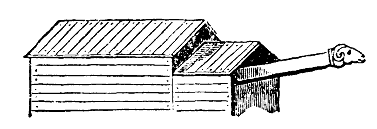
Antik murbräcka med skjul

En murbräcka är ett belägringsvapen som under antiken och medeltiden, innan eldvapen fanns, användes för att göra hål i fästningsmurar. Den utgörs av en lång och grov ekbjälke, som i främre ändan är försedd med en metallskoning, vanligen i form av ett gumshuvud (latin aries). Bjälken är upphängd i starka kedjor under ett rörligt skjul täckt med hudar, kallat sköldpadda (latin testudo), som förs fram till muren. Där försätts murbräckan i en svängande rörelse fram och tillbaka, varigenom den oupphörligt stöts mot muren, tills denna faller eller åtminstone ett hål bildas, genom vilket de anfallande kan tränga in i fästningen. Skjulets funktion är att skydda mot fiendens pilar, stenar och kokande olja.
Murbräcka var under 1500-talet också benämningen på tunga artilleripjäser.
Moderna varianter av murbräckor används av polis och militär för att öppna låsta dörrar.

## Galleri

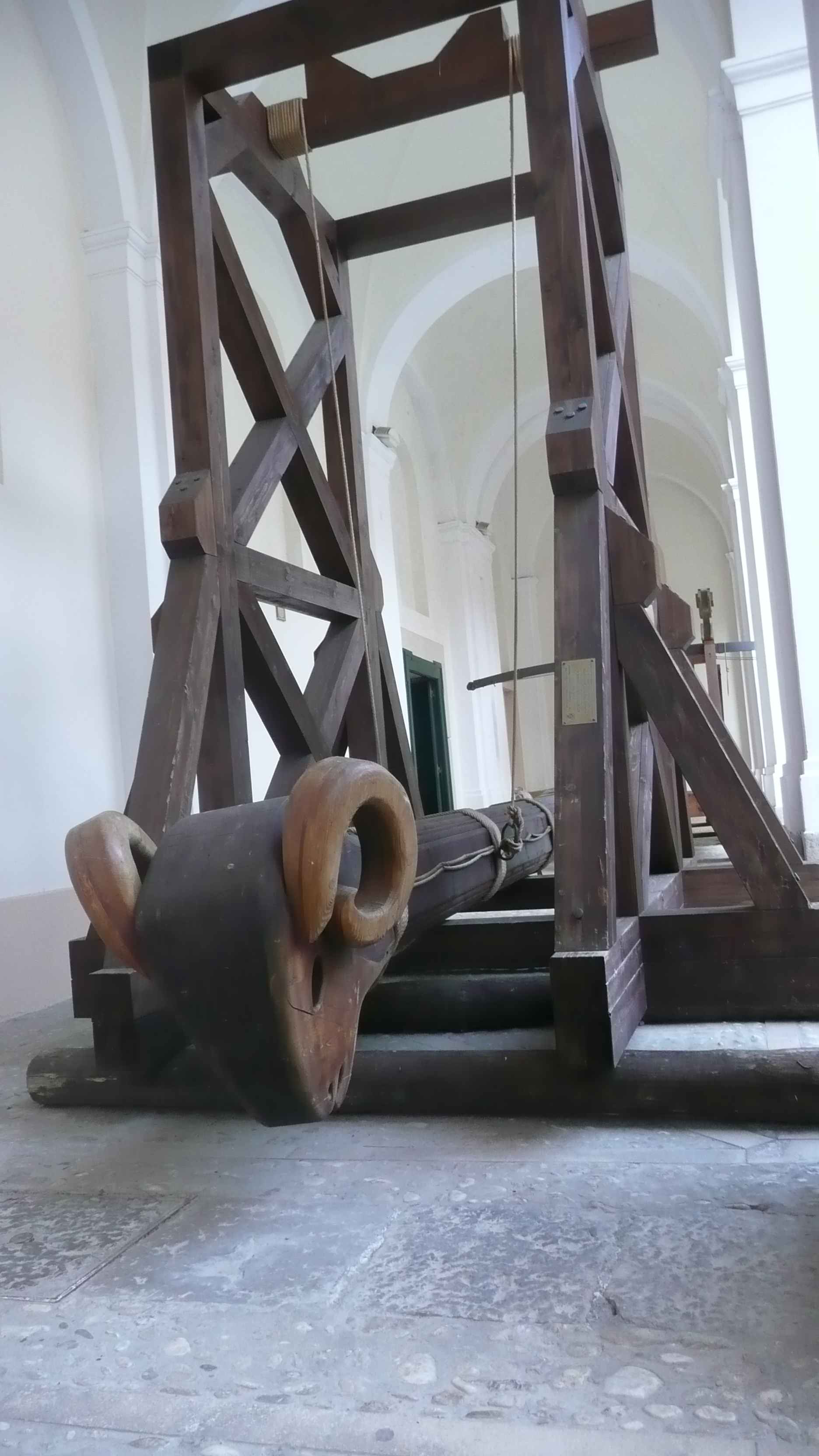
Bevarad medeltida murbräcka i stadshuset i Mercato San Severino, Salerno, Italien.
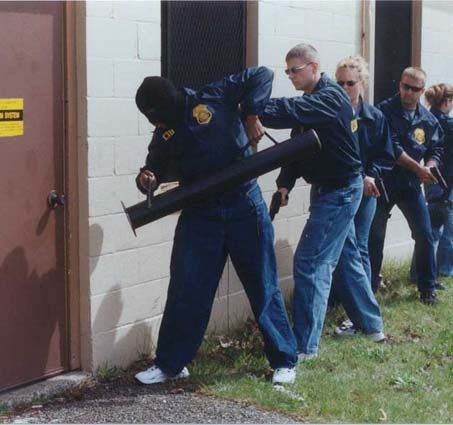
En enhet från den amerikanska militärpolisen USACIDC använder en murbräcka för att öppna en dörr